# Диссорофоиды
Диссорофоиды (лат. Dissorophoidea) — вымершее надсемейство наземных позвоночных, преимущественно пермского периода, входящих в группу темноспондилы. Имели спинной панцирь, очень крупные ушные вырезки. Наиболее известный представитель — какопс. Могут быть предками бесхвостых земноводных (а судя по недавним находкам из ранней перми США — и хвостатых). Включает в себя 5 семейств, в том числе бранхиозавров и трематопсов.

## Представители
- Batrachia:
  - Nezpercius dodsoni Blob et al., 2001 — ископаемое позвоночное позднего мелового периода около 80 млн лет назад, жившее на территории штата Монтана, США.
  - Aygroua anoualensis — ископаемое наземное позвоночное, жившее около 145,5—140,2 млн лет назад на территории Марокко. Описан в 2003 году на основе фрагментов конечностей[4].
- Амфибамиды — мелкие беспанцирные диссорофоиды — наиболее вероятные кандидаты на роль общего предка бесхвостых и хвостатых амфибий.
  - Rubeostratilia texensis — ископаемый вид, живший в пермский период около 290 млн лет назад на территории штата Техас, США. Описан в 2011 году[5].
  - Amphibamus grandiceps — амфибамид из позднего карбона США. Известен по остаткам из Мэзон-Крик в штате Иллинойс. Имел зубы как у современных земноводных.
  - Gerobatrachus — род из ранней перми, около 290 миллионов лет назад. Найден в округе Бэйлор штата Техас в 1995 году. Отнесён к темноспондилам, но имеет признаки современных земноводных, как и Amphibamus.

## Галерея

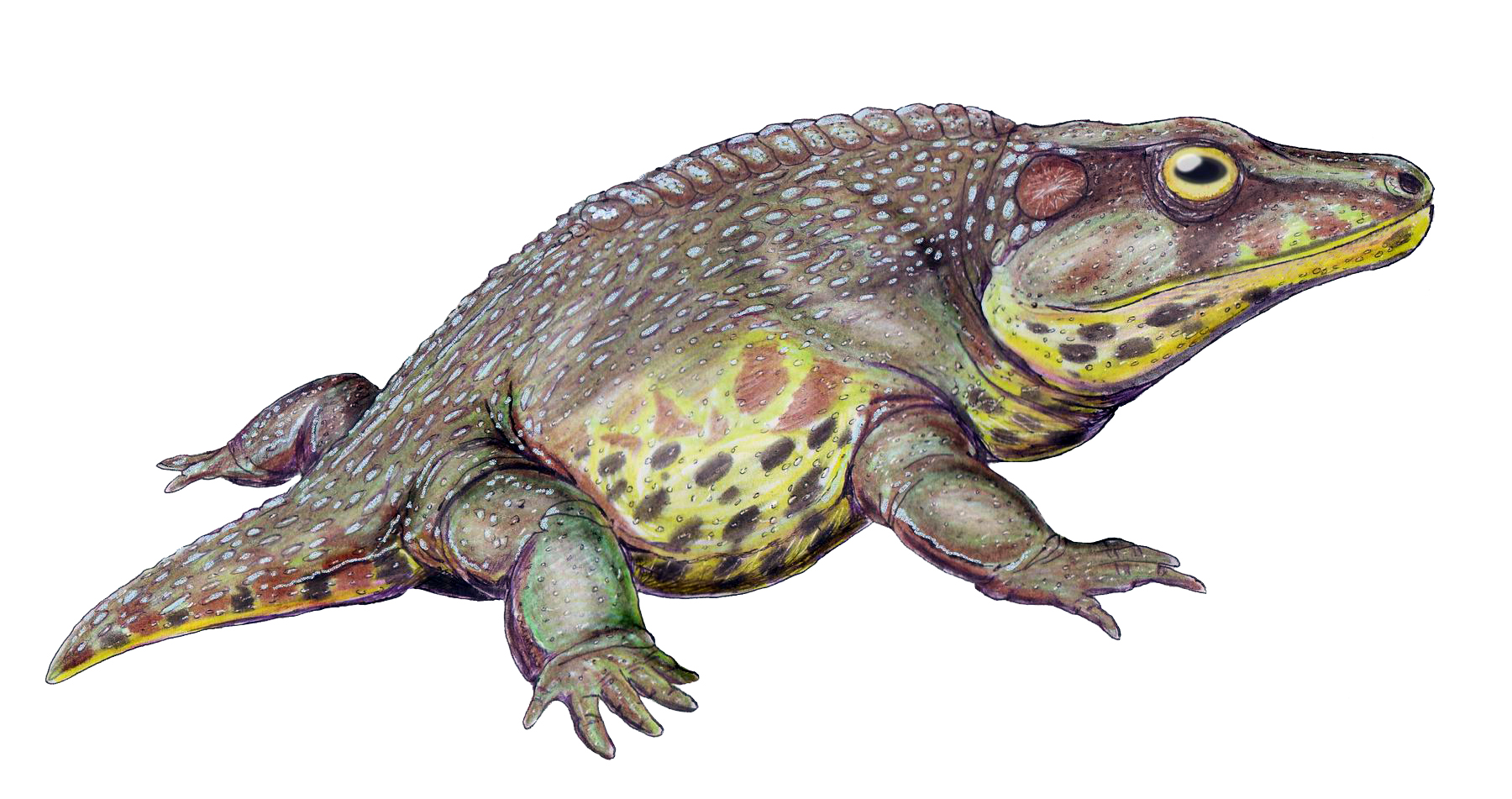
Cacops aspidephorus
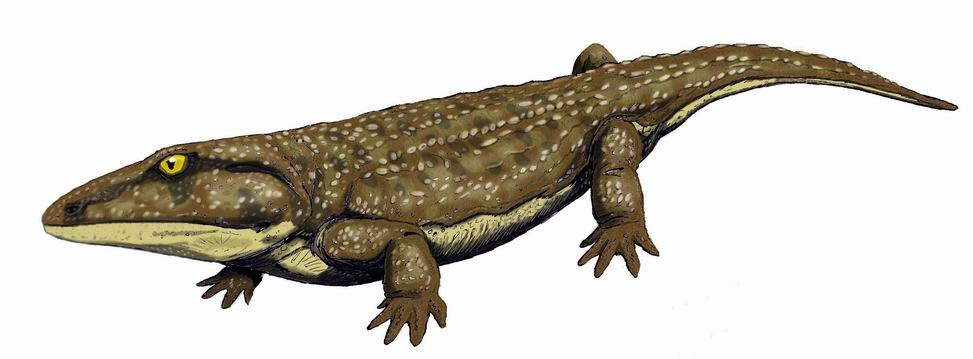
Acheloma cummingsi
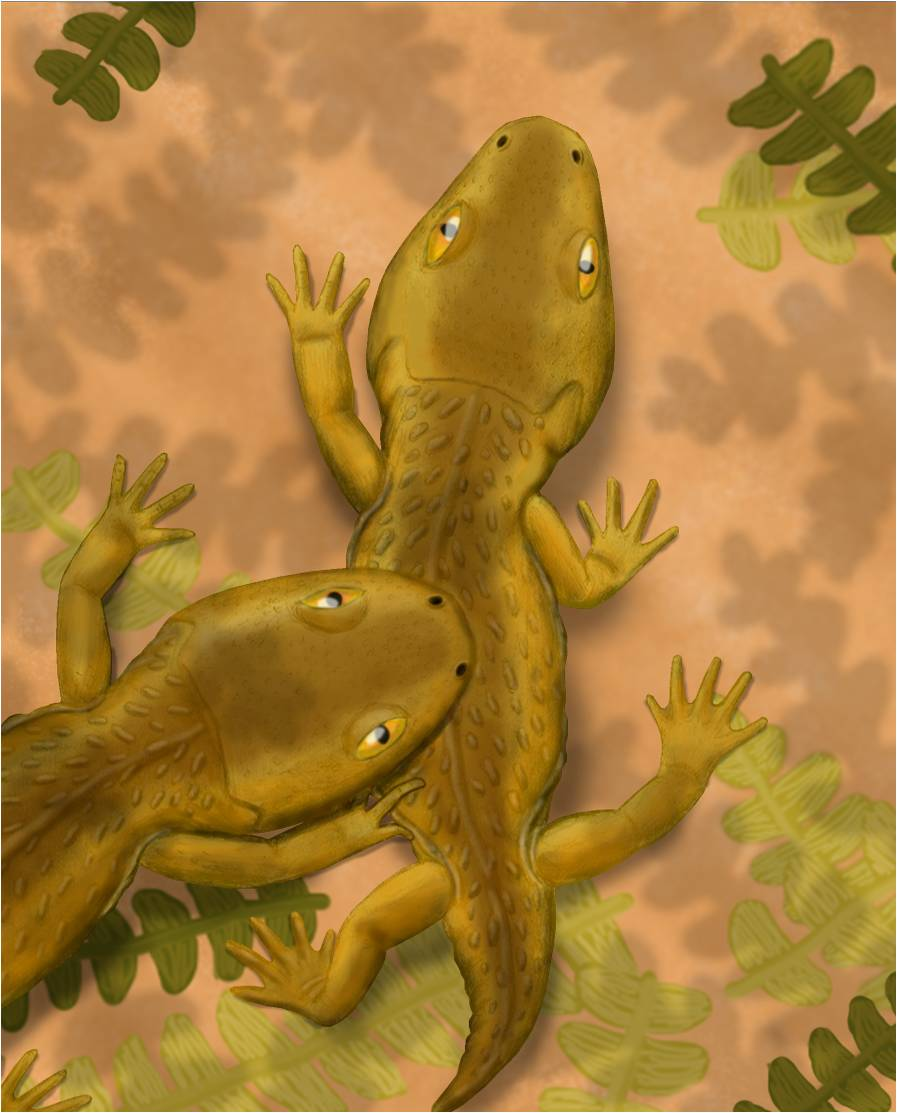
Micropholis stowi (амфибамид)
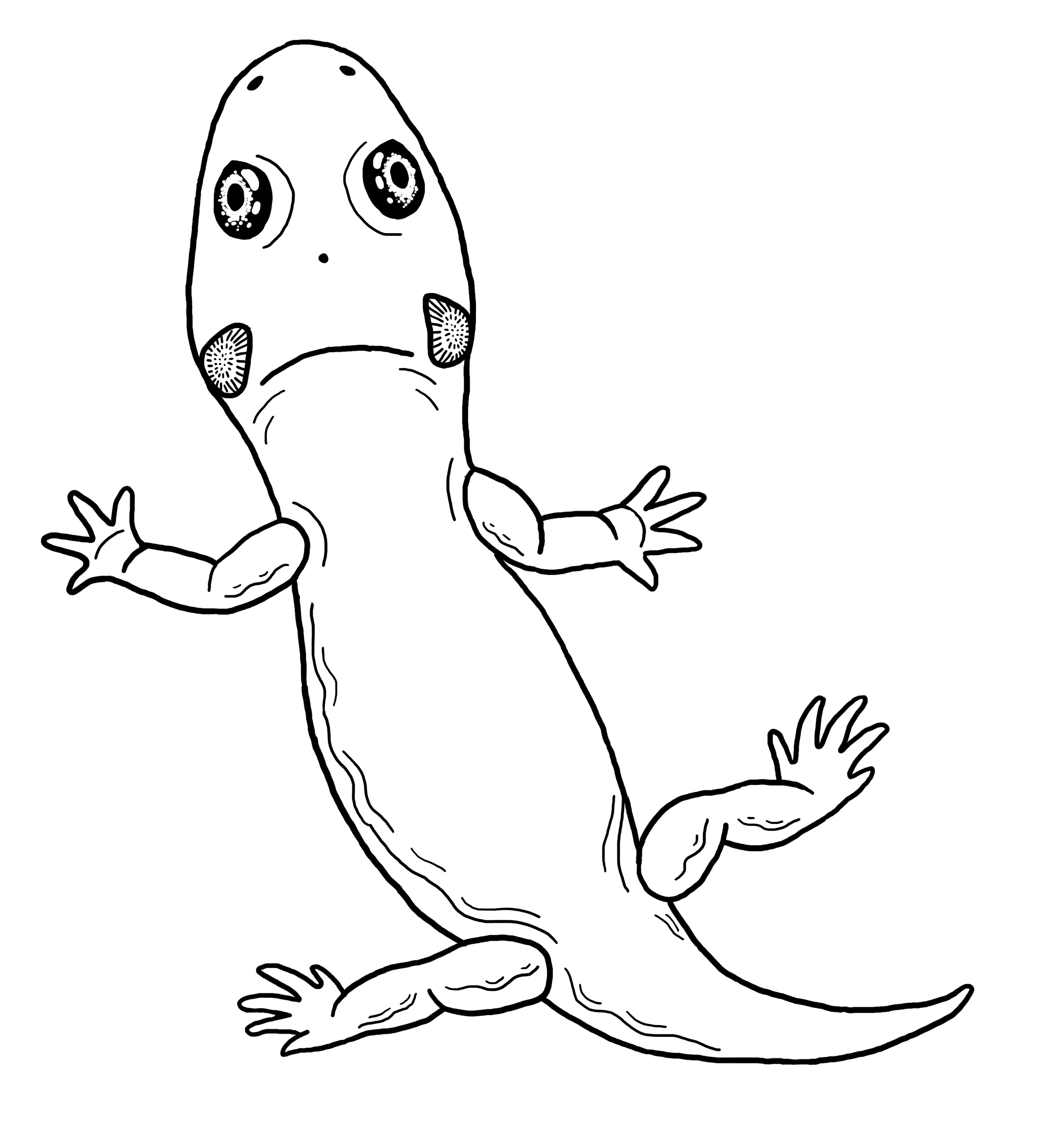
Rubeostratilia texensis (амфибамид)